# Sonny Red
Sonny Red (Kyner) (* 17. Dezember 1932 in Detroit als Junior Sylvester Kyner; † 20. März 1981 ebenda) war ein US-amerikanischer Altsaxophonist des Hardbop.

## Leben und Wirken
Sonny Red Kyner spielte zunächst C-Melody-Saxophon, ging jedoch 1949 zum Altsaxophon über. Von 1949 bis 1952 arbeitete er bei Barry Harris, war 1954 Tenorsaxophonist bei Art Blakey und Frank Rosolino. Im Jahr 1957 kam er nach New York und arbeitete seitdem als freiberuflicher Musiker. Er nahm Platten mit Clifford Jordan, Donald Byrd, Paul Quinichette, Yusef Lateef, Tommy Flanagan/Curtis Fuller sowie unter eigenem Namen auf.

## Ausgewählte Veröffentlichungen
als Leader
- Sonny Red: Out of the Blue (Blue Note, 1960) mit Wynton Kelly, Sam Jones, Paul Chambers, Jimmy Cobb, Roy Brooks
- Sonny Red (Kyner) Quartet & Quintet: Red, Blue And Green (Milestone, 1961) mit Cedar Walton, George Tucker, Jimmy Cobb, Blue Mitchell, Barry Harris, Grant Green

als Sideman
- Paul Quinichette: On The Sunny Side (OJC, 1957)
- Tommy Flanagan & Curtis Fuller: Jazz .... It´s Magic! (Savoy, 1957)
- Clifford Jordan: New Trombone (OJC, 1957), Mosaic (Milestone, 1961)
- Yusef Lateef: The Blue Yusef Lateef (Atlantic, 1968)
- Donald Byrd: Mustang (Blue Note, 1966)
- Donald Byrd: Slow Drag (Blue Note, 1968)